# Bộ Chiến tranh Hoa Kỳ

Huy hiệu Bộ Lục quân, để so sánh.

Bộ Chiến tranh Hoa Kỳ (United States Department of War), cũng còn gọi là Phòng Chiến tranh (War Office), từng là một bộ cấp nội các của Chính phủ liên bang Hoa Kỳ. Thoạt đầu bộ chịu trách nhiệm đối với sự hoạt động và duy trì Lục quân Hoa Kỳ. Bộ cũng từng chịu trách nhiệm đối với các vấn đề của hải quân cho đến khi Bộ Hải quân Hoa Kỳ được thành lập vào năm 1798, và chịu trách nhiệm đối với không lực có căn cứ trên bộ cho đến khi Bộ Không quân được thành lập vào năm 1947.
Bộ Chiến tranh tồn tại từ năm 1789 cho đến ngày 18 tháng 9 năm 1947 khi nó được đổi tên thành Bộ Lục quân, và trở thành một bộ phận của Tổ chức Quân sự Quốc gia (National Military Establishment) liên hợp, mới thành lập.  Chẳng bao lâu sau đó vào năm 1949, Tổ chức Quân sự Quốc gia được đổi tên lại thành Bộ Quốc phòng trong đó Bộ Lục quân là một bộ phận cho đến ngày nay.

## Lịch sử
Bộ trưởng Chiến tranh Hoa Kỳ đầu tiên là Henry Knox.
Trong những năm đầu, từ giữa 1797 và 1800, Bộ Chiến tranh có tổng hành dinh đặt trong một ngôi nhà nằm ở góc Đường số 5 và Đường Chestnut trong thành phố Philadelphia.  Năm 1820, tổng hành dinh của bộ được di chuyển vào trong một tòa nhà tại Washington, D.C. ở góc Đường 17 và Đại lộ Pennsylvania, khu định hướng Tây Bắc, gần Nhà Trắng. Tòa nhà Bộ Chiến tranh được thay bằng một tòa nhà mới xây vào năm 1888. Nó hiện nay là Tòa nhà Cựu Văn phòng Hành chính (Old Executive Office Building), được xây trên cùng vị trí của tòa nhà trước đó.
Vào thập niên 1930, Bộ Chiến tranh bị giảm chỗ văn phòng cho Bộ Ngoại giao, và Nhà Trắng cũng đang cần thêm chỗ cho văn phòng. Vào tháng 8 năm 1939, Bộ trưởng Chiến tranh Harry H. Woodring cùng với Quyền Tham mưu trưởng Lục quân Hoa Kỳ là George C. Marshall dời văn phòng của mình vào Tòa nhà Munitions. Tòa nhà này là một nơi tạm bợ được xây dựng trên Khu dạo chơi Quốc gia (National Mall) trong Chiến tranh thế giới thứ nhất. Vào cuối thập niên 1930, một tòa nhà của Bộ Chiến tranh được xây dựng ở góc Đường 21 và Đường C trong khu Foggy Bottom, nhưng khi hoàn thành nó vẫn không giải quyết được vấn đề chỗ văn phòng của bộ và rồi sau đó được dành cho Bộ Ngoại giao.
Khi nhận nhiệm sớ ngay lúc Chiến tranh thế giới thứ hai bùng nổ ở châu Âu, Bộ trưởng Chiến tranh Henry L. Stimson đối diện với tình hình của bộ bị phân tán trong nhiều tòa nhà khắp Washington, D.C. cũng như Maryland và Virginia, và Tòa nhà Munitions cũng bị chật chỗ. Ngày 29 tháng 7 năm 1941, Quốc hội Hoa Kỳ cho phép chi tiêu ngân quỹ để xây tòa nhà mới cho Bộ Chiến tranh tại Arlington, Virginia. Tòa nhà này sẽ có sức chứa toàn bộ các ban ngành của bộ  Khi Lầu Năm Góc được xây dựng hoàn thành vào năm 1943, Bộ trưởng Chiến tranh rời Tòa nhà Munitions và bộ bắt đầu di chuyển vào trong Ngũ Giác Đài.

## Tổ chức
Bộ Chiến tranh do Bộ trưởng Chiến tranh lãnh đạo. Bộ trưởng là thành viên trong nội các của Tổng thống Hoa Kỳ.
Đạo luật An ninh Quốc gia 1947 nhập Bộ Chiến tranh và Bộ Hải quân thành Tổ chức Quân sự Quốc gia (National Military Establishment) mà sau đó trở thành Bộ Quốc phòng Hoa Kỳ. Cùng ngày đạo luật được ký, Sắc lệnh hành chính số 9877 giao các chức năng và trách nhiệm quân sự chính yếu, đối với các chức năng của cựu Bộ Chiến tranh mà giờ đây đã được chia thành hai, Bộ Lục quân Hoa Kỳ và Bộ Không quân Hoa Kỳ.
Theo sau Chiến tranh thế giới thứ hai, các chính phủ đã đi đến kết luận rằng việc sử dụng từ "chiến tranh", nếu không thừa nhận, là một thái độ hiếu chiến chớ không phải là một sự sẵn sàng chiến đấu. Vì thế, cuối thập niên 1940 và trong thập niên 1950 nhiều nước trên thế giới đã thay từ "chiến tranh" bằng từ "quốc phòng".

## Con dấu của bộ
Thời điểm "MDCCLXXVIII" và dòng chữ "War Office" (Phòng Chiến tranh) là dấu hiệu rõ nét về gốc của con dấu. Thời điểm (1778) cho thấy năm con dấu được sử dụng. Thuật ngữ  "War Office" được sử dụng trong thời cách mạng, và nhiều năm sau đó, có liên quan đến 
Tổng hành dinh của Lục quân.